# Кубок Латвії з футболу 2010—2011
Кубок Латвії з футболу 2010–2011 — 69-й розіграш кубкового футбольного турніру в Латвії. Титул всьоме здобув Вентспілс.

## Календар
| Раунд           | Дата                        | Матчі | Клуби   |
| --------------- | --------------------------- | ----- | ------- |
| Перший раунд    | 11-26 липня 2010            | 11    | 42 → 31 |
| Другий раунд    | 15-22 серпня 2010           | 6     | 31 → 25 |
| Третій раунд    | 29 серпня - 9 вересня 2010  | 3     | 25 → 22 |
| Четвертий раунд | 18-19 вересня 2010          | 6     | 22 → 16 |
| 1/8 фіналу      | 26 вересня - 20 жовтня 2010 | 8     | 16 → 8  |
| 1/4 фіналу      | 19-26 березня 2011          | 4     | 8 → 4   |
| 1/2 фіналу      | 30 березня 2011             | 2     | 4 → 2   |
| Фінал           | 15 травня 2011              | 1     | 2 → 1   |

## Перший раунд
| Команда 1               | Рахунок      | Команда 2           |
| ----------------------- | ------------ | ------------------- |
| 11 липня 2010           |              |                     |
| Плявіняс ДМ (3)         | 4:2          | Стайцелес Бебрі (3) |
| Смілтене/ДЮСШ (3)       | 2:1          | Ілуксте (3)         |
| 14 липня 2010           |              |                     |
| Стамерієна (4)          | 7:1          | Прієкулі (3)        |
| Прейлі/ДЮСШ (3)         | 7:1          | Ерглі (3)           |
| 17 липня 2010           |              |                     |
| Упесціємс (3)           | 1:1 пен. 5:4 | Балву Вікі (3)      |
| 18 липня 2010           |              |                     |
| Варавіксне (Лієпая) (3) | 4:1          | Тукума (Бралі) (3)  |
| 20 липня 2010           |              |                     |
| Озолнієкі (3)           | 1:3          | Саласпілс (3)       |
| 22 липня 2010           |              |                     |
| Бауска (3)              | 5:2          | Іманта (Рига) (3)   |
| 25 липня 2010           |              |                     |
| Валка (3)               | 1:0          | Єкабпілс (3)        |
| Алускне (4)             | 7:2          | Албертс (3)         |
| 26 липня 2010           |              |                     |
| Олайне (3)              | 5:2          | Вієсуліс (Рига) (3) |

## Другий раунд
| Команда 1            | Рахунок | Команда 2               |
| -------------------- | ------- | ----------------------- |
| 15 серпня 2010       |         |                         |
| ОСЦ/ФК 33 (Огре) (3) | 5:1     | Плявіняс ДМ (3)         |
| Стамерієна (4)       | 3:0     | Олайне (3)              |
| 18 серпня 2010       |         |                         |
| Саласпілс (3)        | 4:1     | Прейлі/ДЮСШ (3)         |
| 22 серпня 2010       |         |                         |
| Бауска (3)           | 0:4     | Валка (3)               |
| Алускне (4)          | 4:5     | Смілтене/ДЮСШ (3)       |
| Балву Вікі (3)       | 0:1     | Варавіксне (Лієпая) (3) |

## Третій раунд
Команди Саласпілс та Валка пройшли до наступного раунду після жеребкування.
| Команда 1            | Рахунок | Команда 2               |
| -------------------- | ------- | ----------------------- |
| 29 серпня 2010       |         |                         |
| ОСЦ/ФК 33 (Огре) (3) | 0:3     | Спартакс (Юрмала) (2)   |
| Метта/ЛУ (2)         | 4:0     | Варавіксне (Лієпая) (3) |
| 9 вересня 2010       |         |                         |
| Стамерієна (4)       | 7:2     | Смілтене/ДЮСШ (3)       |

## Четвертий раунд
| Команда 1             | Рахунок | Команда 2       |
| --------------------- | ------- | --------------- |
| 18 вересня 2010       |         |                 |
| Гулбене 2005 (2)      | 5:1     | Юрмала (2)      |
| Ауда (2)              | 0:3     | Даугава/РФШ (2) |
| Валмієра (2)          | 6:1     | Кулдіга (2)     |
| Метта/ЛУ (2)          | 7:3     | Тукумс 2000 (2) |
| 19 вересня 2010       |         |                 |
| Валка (3)             | 2:3     | Саласпілс (3)   |
| Спартакс (Юрмала) (2) | 4:1     | Стамерієна (4)  |

## 1/8 фіналу
| Команда 1             | Рахунок      | Команда 2            |
| --------------------- | ------------ | -------------------- |
| 26 вересня 2010       |              |                      |
| Олімпс/РФШ            | 0:0 пен. 6:7 | Юрмала-ВВ            |
| Даугава/РФШ (2)       | 3:1          | Транзит              |
| Гулбене 2005 (2)      | 2:3          | Сконто               |
| Блазма                | 0:1          | Металургс (Лієпая)   |
| Саласпілс (3)         | 0:10         | Даугава (Даугавпілс) |
| 10 жовтня 2010        |              |                      |
| Валмієра (2)          | 0:0 пен. 7:6 | Яуніба               |
| Спартакс (Юрмала) (2) | 1:2          | Вентспілс            |
| 20 жовтня 2010        |              |                      |
| Метта/ЛУ (2)          | 1:2          | Єлгава               |

## 1/4 фіналу
| Команда 1       | Рахунок      | Команда 2            |
| --------------- | ------------ | -------------------- |
| 19 березня 2011 |              |                      |
| Сконто          | 0:0 пен. 6:7 | Даугава (Даугавпілс) |
| 20 березня 2011 |              |                      |
| Єлгава          | 0:1          | Металургс (Лієпая)   |
| 26 березня 2011 |              |                      |
| Юрмала-ВВ       | 3:1          | Валмієра (2)         |
| Даугава/РФШ (2) | 1:2          | Вентспілс            |

## 1/2 фіналу
| Команда 1            | Рахунок | Команда 2 |
| -------------------- | ------- | --------- |
| 30 березня 2011      |         |           |
| Даугава (Даугавпілс) | 0:2     | Вентспілс |
| Металургс (Лієпая)   | 2:1 дч  | Юрмала-ВВ |

## Фінал
| 15 травня 2011 19:30 (EEST) |

| Вентспілс                        | 3:1      | Металургс (Лієпая) |
| -------------------------------- | -------- | ------------------ |
| Лайзанс 35' Абдултаофік 44', 71' | Протокол | Ємелін 78' (пен.)  |

| Сконто, Рига Глядачів: 1 112 Арбітр: Андріс Трейманіс |